# Joseph Dean, Baron Dean of Beswick
Joseph Jabez Dean, Baron Dean of Beswick (* 3. Juni 1922 in Manchester; † 26. Februar 1999 in Rochdale, Lancashire) war ein britischer Politiker und Life Peer.

## Leben und Karriere
Dean, der später aus der Kirche austreten sollte, entstammte einer frommen römisch-katholischen Familie. Er hatte fünf Schwestern, war jedoch der einzige Sohn des Ingenieurs John Dean und dessen Frau. Seine Schulbildung erhielt er an der christlichen St. Anne’s School in Ancoats. Die Lehrverhältnisse an der Schule waren seinerzeit schwierig, was vor allem an einer Klassengröße von durchschnittlich 50 Jungen lag. Obwohl Dean die Gemeinschaft in der Schule schätzte, äußerte er sich 1978 froh darüber, dass solche Zustände im Vereinigten Königreich nun kaum noch anzutreffen seien.
Nach seiner Schulzeit ging Dean beim britischen Eisenbahnhersteller Beyer-Peacock in die Lehre. Dort war  er an der Herstellung von Lokomotiven für die Indian Railways in Burma, dem heutigen Myanmar, beteiligt, ehe er sich im Kriegsjahr 1942 freiwillig bei der Royal Navy meldete. Dort war er vor allem durch seine Ingenieurserfahrung im Ziehen von Waffenläufen wertvoll. Die Militärtechnik sollte Dean sein Leben lang faszinieren, noch in seiner Zeit als Parlamentarier galt er als wandelndes Lexikon der britischen Kriegsmarine der 1940er Jahre.
Er blieb bis 1959 bei Beyer-Peacock, ehe er eine neue Stelle bei Metropolitan-Vickers in Trafford Park antrat. Im selben Jahr wurde er zum ersten Mal für die Labour Party in den Stadtrat von Manchester gewählt, dem er bis 1974 angehörte.
Bei den Unterhauswahlen im Februar 1974 schaffte Dean den Sprung ins House of Commons, wo er Parlamentarischer Privatsekretär von Charles Morris, damals Staatssekretär für den öffentlichen Dienst, wurde. Dieses Amt hatte er bis 1977 inne. In seiner Zeit als Parlamentarier setzte er sich besonders für regionale Interessen ein und bemängelte beispielsweise, dass die Stadt Leeds sehr unter der Regionalpolitik der Regierung zu leiden habe. Daneben engagierte er sich in der Wohnungsbaupolitik.
Von 1978 bis 1979 diente Dean in den letzten Monaten der Regierung James Callaghans als Assistant Whip unter Michael Cocks. Seine Aufgabe war es also, bei den Labour-Abgeordneten für Disziplin im Abstimmungsverhalten zu sorgen. Auch in der Oppositionszeit war er von 1982 bis 1983 noch einmal Whip für seine Partei.
Bei den Wahlen 1983 verlor Dean in seinem Wahlbezirk Leeds West überraschend gegen Michael Meadowcroft von der Liberal Party. Durch das Ausscheiden aus dem Unterhaus plötzlich arbeitslos geworden, bedeutete es für Dean eine große Erleichterung, als er noch im September desselben Jahres zum Life Peer ernannt wurde und einen Sitz im House of Lords erhielt. Seitdem trug er offiziell den Titel  Baron Dean of Beswick, of West Leeds in the County of West Yorkshire.
Auch im Oberhaus brachte Dean sich bis zuletzt regelmäßig ein. Noch im Monat seines Todes nahm er an einer Sitzung zur Situation der britischen Polizei teil. Er hinterließ seine Frau, Helen Hill, mit der er seit 1945 verheiratet war, und eine Tochter.